# (5020) Asimov
(5020) Asimov es un asteroide que forma parte del cinturón de asteroides y fue descubierto por Schelte John Bus desde el Observatorio de Siding Spring, cerca de Coonabarabran, Australia, el 2 de marzo de 1981.

## Designación y nombre
Asimov recibió inicialmente la designación de 1981 EX19.
Posteriormente, en 1996, se nombró en honor del escritor ruso-americano Isaac Asimov (1920-1992).

## Características orbitales
Asimov está situado a una distancia media del Sol de 2,154 ua, pudiendo alejarse hasta 2,612 ua y acercarse hasta 1,697 ua. Tiene una excentricidad de 0,2124 y una inclinación orbital de 1,1 grados. Emplea en completar una órbita alrededor del Sol 1155 días. El movimiento de Asimov sobre el fondo estelar es de 0,3117 grados por día.

## Características físicas
La magnitud absoluta de Asimov es 14,5.